# Bradysia tirolensis
Bradysia tirolensis är en tvåvingeart som först beskrevs av Franz Lengersdorf 1953.  Bradysia tirolensis ingår i släktet Bradysia och familjen sorgmyggor.
Artens utbredningsområde är Österrike. Inga underarter finns listade i Catalogue of Life.